# De Buurse

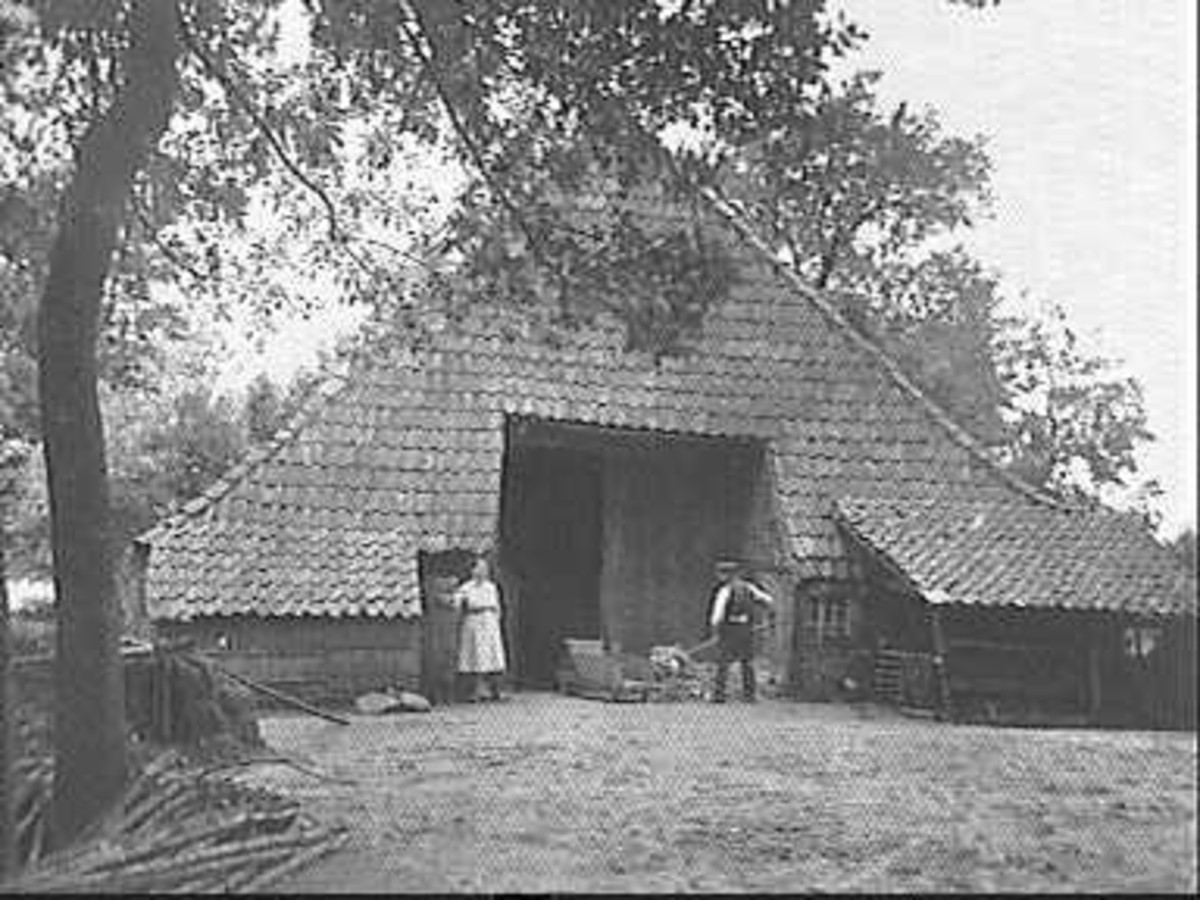
Boerderij de Buurse Meddo
foto van voor 1948 RCE-SHBO

De Buurse of Beurse is een voormalige havezate in de Nederlandse gemeente Winterswijk, ten noordwesten van het dorp Winterswijk, nabij Meddo. Het is een van de vier, niet door de ridderschap erkende havezaten, die ooit rondom Winterswijk lagen. Voor 1739 verkocht De Buurse haar havezaterechten.

## Geschiedenis
Vanaf de elfde eeuw worden in documenten al personen met de naam Van Burse aangeduid. Philippus van Burse wordt in 1312 genoemd als miles. Hendrik van Buurse en zijn neef Hendrik van Burse worden in 1402 beleend met de tienden van Meddeho en zullen eigenaar van de Buurse zijn geworden. Zij zijn langer beleend geweest met de tienden dan met het huis. Omstreeks 1480 komt de Buurse door huwelijk in de familie Van Eerde.
In 1524 wordt de jonker Herman van Eerden (ca.1480-1541), bezitter van de Buurse, samen met zijn echtgenote genoemd als borg voor de Winterswijkse edelman Vijth van Munster. Van Munster betaalde een jaarrente aan vicaris Hendrick van Basten. Van Eerden stond borg voor de rente en gaf daarvoor de goederen Herdinck en Wesselingk als onderpand. In 1572 vorderde de toenmalige vicaris Herman III van Basten het onderpand Wesselingk vanwege 26 jaar achterstallige rente. In 1624 kocht Peter Vincent baron Ripperda (-1655) de Wesselingk terug en enkele jaren kocht hij ook de rentebrief van de vicarie terug.
Ripperda was in 1623 gehuwd met de erfdochter Anna van Eerden (-1655. Hij was heer van Vorden. Het echtpaar woonde op kasteel Vorden en hadden alle opbrengsten en pachten van de Buurse verpacht aan Gerrit Meijs. In 1739, na het overlijden van Anna Maria Ripperda (1666-1739), weduwe van Assuur van Torck (1656-1698) werd de havezate met 24 ertoe behorende erven geveild. Nieuwe eigenaar van de Buurse werd Jan Leesink uit Ratum.
Uit een akte van 26 januari 1637 Actum op het Buirse bij Winterswick blijkt dat Herman III van Basten (vóór 1580-1641) in 1637 op de havezate de Buurse woont. Herman III is schepen van Vreden en vanaf 1615 de 5e collator van de Vicarie Sancti Nicolai. Uit het wapenboek der Gelders-Overijsselse studentenvereniging aan de universiteit van Leiden van 1658 blijkt dat Dr. Michael I Van Basten (1635-1713), kleinzoon van Herman III, in 1635 geboren is op havezate de Buurse. Michael I was advocaat en keurnoot. Hij was sinds 1678 de 8e collator van de Vicarie Sancti Nicolai.

## Recht van Havezate
Het recht van havezate of verschrijvingsrecht was verhandelbaar. Het was ook mogelijk het recht van een huis op de lijst van erkende havezaten op een ander huis over te laten zetten. Vóór de veiling van 1739 had de weduwe Torck het recht van havezate verkocht aan landdrost Frans Jan van Heeckeren van Enghuizen (1694-1767). Op 6 februari 1741 ging het Kwartier akkoord met het omzetten van de verschrijving en het jachtrecht van de Beurse op de Clevenhorst te Hummelo. Uitzonderlijk was dat de ridderschap ook akkoord ging dat de Clevenhorst voortaan de naam De Beurse zou dragen. Op de lijst van 36 erkende havezaten uit 1750 wordt met Beurze de Clevenhorst te Hummelo bedoeld. De eigenaren van het huis De Beurze te Meddo bezaten het recht tot het laten weiden van schaapskuddes tot de Münsterse grenzen.

## Huidige situatie
Thans bevindt zich op deze plaats nog slechts een boerderij De Buurse en een gedeelte van de oude gracht. In de buurt van de Buurse is aardewerk en vuursteen uit de prehistorie gevonden. De nabijgelegen boerderij De Poorter herinnert nog aan de wachter die nabij de slotgracht woonde.
Ampsen · Barlham · Beurse · Boedelhof · Brandsenburg · Cloese · Den Dam · Diepenbroek · Dorth · De Ehze · Enghuizen · Hackfort · Hagen · Holthuis · Kell · Kemnade · Keppel · Langen · Leemkuil · Lichtenberg · Marhulsen · De Marsch · 't Medler · Nettelhorst · Oolde · Oud Oolde · Overlaer · Roderlo · Rijsselt · 't Suideras · Ulenpas · 't Velde · Verwolde · De Voorst · Vorden · Walfort
Aalst · Aardenburg · Acquoy · Aerdt · Agistaldaburg · Ahof · Aldenhaag · Aller · Ambe · Ammersoyen · Ampsen · Andelst · Angeroyen · Appelburg · Appelse walburg · Appeltern · Arler · Baak · Babberich · Baer · Baerle · Bakerbosch · Balgoij · Barlham · Batenburg · Beek · Beerenclaauw · Bemmel · Bevervoorde · Bergh · Biljoen · Bingerden · Blankenborg (Laren) · Blankenborg · Blauwe Huis · Blokhuis (Ravenswaaij) · Boelenham · Boetselaersborg · Borculo · Boswaai · Brakel · Den Brakel · Den Bramel · Bredevoort · Broekhuizen · Bronkhorst · Bruchem · Bruinhorst · Brunsberg · Bulkestein · Bunswaard · Burcht van Tiel · Buren · De Buurse · Byland · Byvanck · Caetshage · Camphuysen · De Cannenburch · de Cloese · Coldenhove · Culemborg · Dedinckweerd · Delwijnen · Didam · Diepenbroek · Hof te Dieren · Huis Dijck · Dikke Tinne · Doddendaal · Dodewaard · Doornenburg · Doornik · Doorwerth · Dooyenburg · Dorth · Doseburg · Drakenburg · Dreumel · Druten · Duivelshuis · Eerbeek · De Ehze · Elburg · Eldrik · Emmerik · Engelenburg · Groot Engelenburg · Engelrode · Enghuizen · Enspijk · De Essenburgh · Essenpas · Est · Fokkinck · Gameren · Geerestein · Geldermalsen · De Gelderse Toren · Geldersweerd · Gellicum · Gendt · Gennepestein · Glindhorst · Goudenstein · ‘s-Grevenhoef · Groot Hell · Groenlo · Groesbeek · Huis te Groesbeek · Grunsfoort · Gulden Spijker · Hackfort · Hackforts Veenhuis · Hagen · Hagevoort · Hamerden · Hanepol · Harreveld · Harslo · Hassink · Het Haveke · Hedel · Heeckeren · De Heegh · Hees · De Heest · Hellouw · Hemmen · Hernen · Motte van Hernen · Heumen · Heusden · Hoekelum · Hoekenburg · De Hoeve · De Hof · Hof d'Ooy · Hof van Arkel · Huis het Holt · Holthuis · Het Holtslag · Ter Horst · Houberg · St. Hubertus · Huissen · Hulhuizen · Hulkestein · Hulsen · Hunneschans bij De Duno · Hunneschans bij Uddel · Jonker Bloo · 't Joppe · De Kamp · Karssenberg · Kemnade · Keppel · Kermestein · Kernhem · Kervel · Kiefskamp · De Kinkelenburg · Klein Enghuizen · Kleverburg · Kortenhoeve · Laag Helbergen · Lakenburg · Landfort · Langen · Latenstein · De Lathmer · Lathum · Ter Lede · Leegpoel · Leemcuyl · Leeuwen · Leeuwenbergh · Lensenburg · Lent · Leur · Leuvenum · Leyenburg · Lichtenvoorde · Lievenstein · Loenen · Loevestein · Loil · Loowaard · Luynhorst · Hof te Maasbommel · Magerhorst · Malburgen · Malderburcht · Malsen · Manhorst · Marhulsen · De Marsch · Marveld · Mathena · Maurik · Medel · Medestein · 't Medler · Meinerswijk · De Mellard · Mensink · Mergelp · Meteren · 't Meyerink · Middachten · Millingen · Mussenberg · Nagelhorst · Nederhagen · Nederhemert · Neerijnen · Huis Neerijnen · De Nesch · Nettelhorst · Nieuwe Blokhuis ·  Nijburg · Nijenbeek · Old Putten · Notenstein · Nye Huis · Olde Spijker · Oldenaller · Oldenhof (Driel) · Oldenhof (Heteren) · De Ooij · Oolde · Oud Oolde · Oosterhout · Ophemert · Opijnen · Oud Ampsen · Oude Blokhuis · Het Oude Loo · Oude Voorst · Oudenborch · Oud-Wisch · Huis te Overasselt · Overeng · Overhagen · Overlaar · 't Oye · Palmestein · De Parck · Persingen · Plekenpol · Ploen · Pluimenburg · Poederoijen · Poelwijck · Poelwijk · De Pol (Dreumel) · Huis de Poll (Huis te Gietelo) · De Poll (Huissen) · Pollenbering · Pollenstein · Puttenstein · Het Raasink · Ravenhorst · De Rees · Ressen · Reuversweerd · Reygersfoort · Rhijnestein · Huis Rijswijk · Rode Toren · Roode Wald · Rosande · Rosendael · Rossum · Rumpt · Ruurlo · Rijsselt · Schadewijk · Schaffelaar · Scherpenzeel · Schoonbroek · Schoonderbeek · Schoonenburg · Schuilenburg · Schuilkerke · Hof te Seelbeek · Sevenaer I · Sevenaer II · Sinderen (Oude IJsselstreek) · Sinderen (Voorst) · Slangenburg · Sleeburg · Slimsijp · De Snor · Soelen · Spaansweerd · Spaldorp · Spijk · Staverden · Sterkenburg · Swanepol · Tarthorst · Teisterbant (Kerk-Avezaath) · Teisterbant (Kerkdriel) · Ter Dicke · Tolhuis · Tolhuis (Tiel) · Tollenburg · Tongerlo · Toren van Wely · Tuil · Ubbergen · Uilenburg (Ewijk) · Uilenburg (Heteren) · Ulenpas · Ulft · Upladen · Valburg · Valkhofburcht · Valkhofpalts · Vanenburg · Varik · Hof te Varsseveld · 't Velde · Velhorst · Verwolde · Vierakker · De Voorst · Voorstonden · Vorden · Vosbergen · Vredenburg · Vredestein (Driel) · Vredestein (Ravenswaaij) · Vuren · Waardenburg · Waddestein · Wadenoijen · Waede · Wageningen · Walfort · 't Waliën · De Wardt · Watergoor · Watermeerwijk · Wayenstein (Huis te Herwijnen) · Well (Huis van Malsen) · Weijenrade · Westenburg · Westerholt · Weurt · De Wiersse · Wijenburg (Echteld) · De Wildenborch · De Wildt · Wilp · Wilperhorst · Winssen · Wisch · Wychen · Wolfswaard · Woolbeek · Yrst · IJzendoorn · Zeeland · Zilveren Spijker · Zuilichem · Zwaluwenburg · Zwanenburg (Heerde) · Zwanenburg (Megchelen)
Bredevoort · De Buurse · Plekenpol · Ravenhorst · Rode Spijker · Walfort · 't Waliën